# سوق الباشورة
سوق الباشورة هو أحد أقدم الأسواق الواقعة داخل أسوار البلدة القديمة لمدينة القدس. يعود تاريخه إلى العصر الروماني، حي كشفت الحفريات عن الأعمدة الرومانية في امتداد لسوق الباشورة. وقد قامت إسرائيل بتهويد هذا السوق بعد إستيلاءها على القدس الشرقية في حرب 1967 وأسمته «سوق الكاردو».